# Banyutowo (Kota Kendal)
Banyutowo is een bestuurslaag in het regentschap Kendal van de provincie Midden-Java, Indonesië. Banyutowo telt 3008 inwoners (volkstelling 2010).